# Château de Maarjamäe
Le château de Maarjamäe (estonien : Maarjamäe loss), anciennement château de Marienberg (allemand : Schloß Marienberg, russe : Замок Мариенберг), ou château Orlov, se trouve à Pirita tee 56 dans le quartier de Pirita à Tallinn, en Estonie. 
La demeure est depuis 1975 un des bâtiments du musée de l'histoire estonienne.

## Historique
Résidence d’été du comte Anatole Orlov-Davydov, le château est alors situé dans une petite ville résidentielle et balnéaire du nom de Sankt-Brigitten, dans les environs de Reval (Tallinn aujourd'hui), capitale du gouvernement d'Estland. 
Le lieutenant général comte Anatole Orlov-Davydov, fils du comte Vladimir Petrovitch Orlov-Davydov, achète un terrain en 1874 à l’emplacement d’une ancienne fabrique afin de faire bâtir une résidence d’été dans le style néogothique. Il lui donne le nom de château de Marienberg, en allemand, en l’honneur de son épouse et de sa fille, dont le nom de baptême est Marie (en russe Мария, en estonien Maarja).
Dans les années 1930, Johannes Valdt y installe l'hôtel-restaurant gastronomique Riviera Palais. En 1937, la république d'Estonie achète le manoir et y installe la nouvelle école d'aviation de défense aérienne. L'intérieur, ainsi que la façade, subissent d'importantes modifications. Le château est ensuite utilisé par l'armée soviétique, avec un club des officiers et une salle de projection cinématographique. Après le départ des unités militaires, quelques familles des soldats, majoritairement des officiers, restent dans le château et dans certaines dépendances. L'intérieur est alors formé de plusieurs petits appartements avec des cuisines communes. En 2017-2018, l'ancienne salle d'été du château a été reconstruite.

## Musée
Le 29 avril 1975, en vertu du règlement n° 191 du Conseil des ministres de la république socialiste soviétique d'Estonie, les bâtiments du manoir sont transférés au musée national d'histoire de la république socialiste soviétique d'Estonie. Aujourd'hui, le château abrite, en plus d'une annexe du musée d'histoire, un restaurant et une boutique du musée. Le musée présente des collections à partir du XIXe siècle, et retrace l’histoire des germano-baltes. Le parc accueille les anciennes statues du régime communiste de la république socialiste soviétique d’Estonie, ôtées de leur place originelle dans différentes villes du pays.

## Galerie

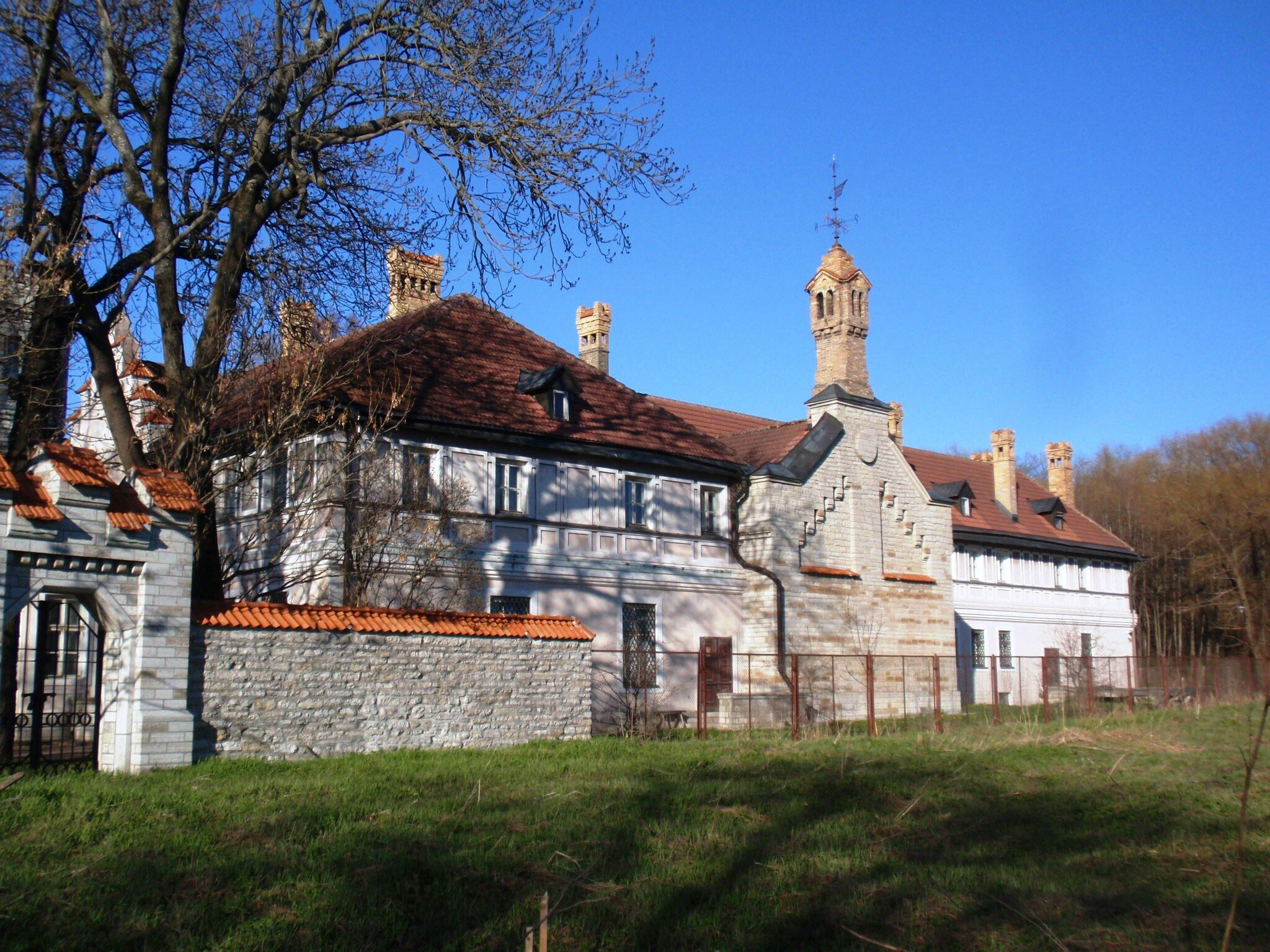
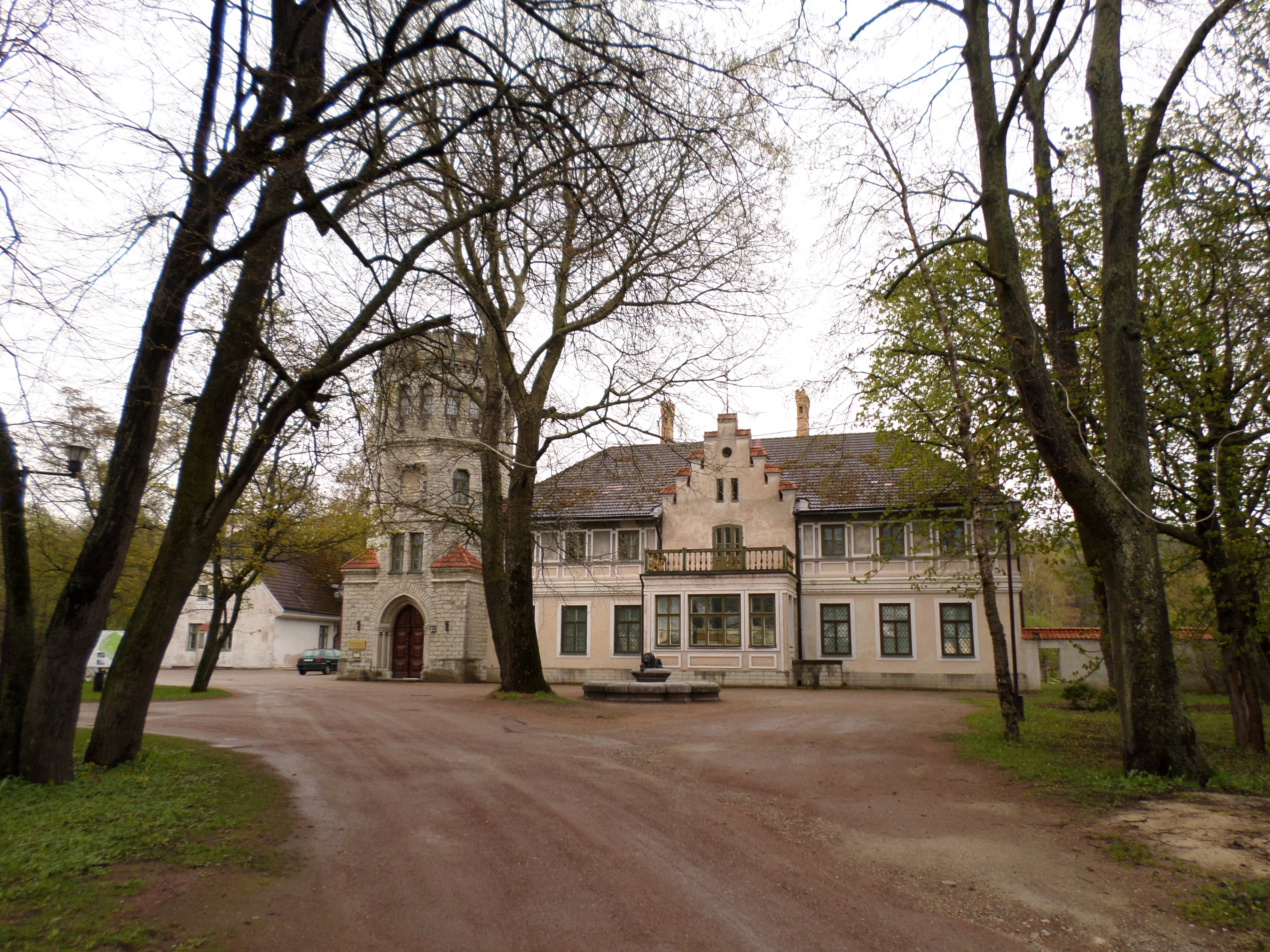
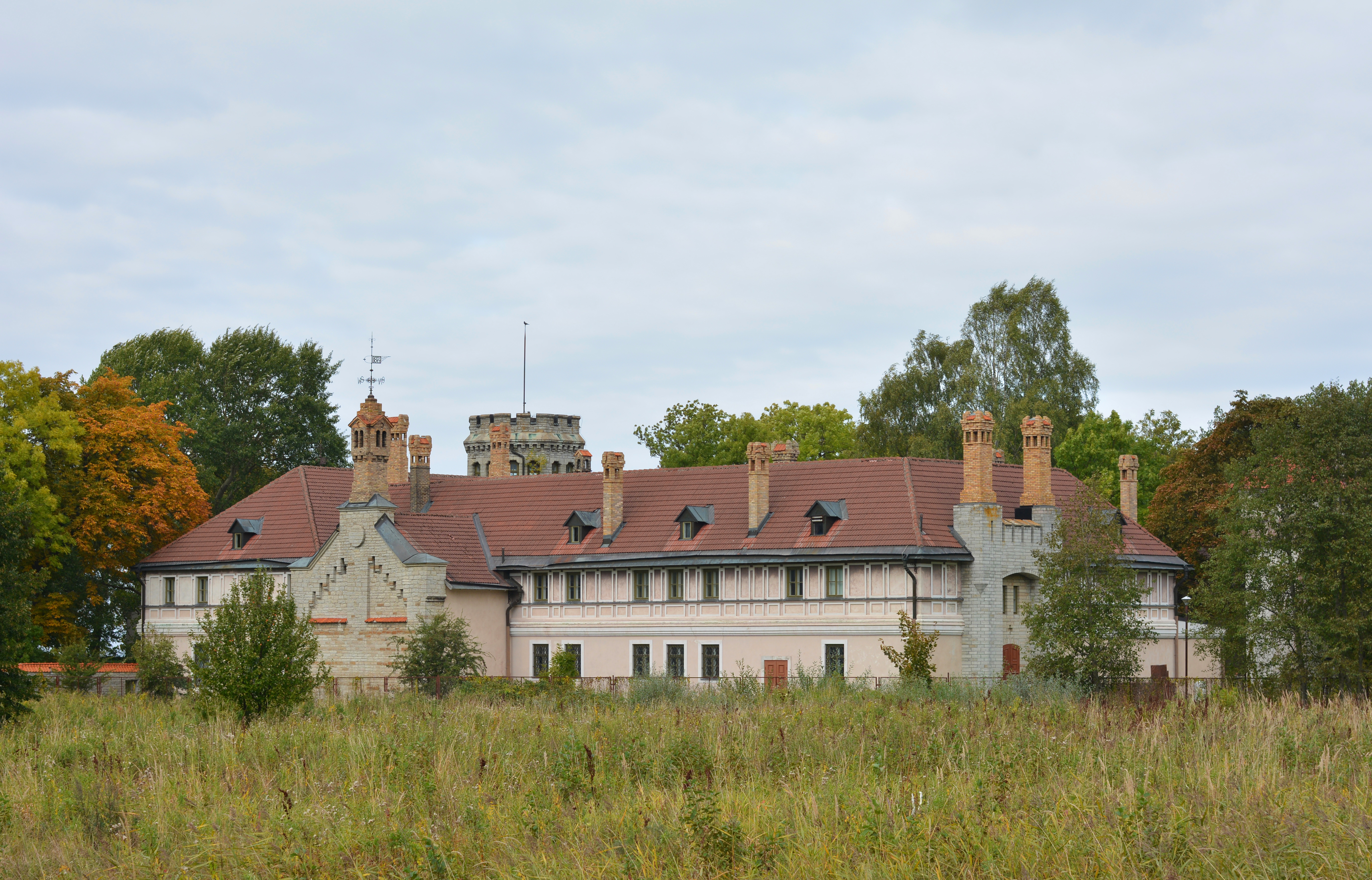